# Pareumelea fervidaria
Pareumelea fervidaria là một loài bướm đêm trong họ Geometridae.